# Барсуков, Михаил Михайлович
Михаи́л Миха́йлович Барсуко́в (27 октября (9 ноября) 1901 года, д. Сокулино, Старицкий уезд, Тверская губерния, ныне Старицкий район, Тверская область — 22 сентября 1963 года, Москва) — советский военачальник, генерал-полковник артиллерии (15 июля 1944 год). Герой Советского Союза (19 апреля 1945 года).

## Начальная биография
Родился 27 октября (9 ноября) 1901 года в деревне Сокулино ныне Старицкого района Тверской области в семье крестьянина. Учился в школе в селе Ладьино Новоторжского уезда. Затем семья приехала в Петроград, где отец стал работать на заводе.
После окончания неполной средней школы с 1915 года работал слесарем на Балтийском судостроительном заводе в Петрограде.

## Военная служба

### Довоенное время
В марте 1920 года был призван в ряды Красной Армии и направлен красноармейцем в 16-й запасной артиллерийский полк, а затем — в 1-ю запасную артиллерийскую бригаду (Московский военный округ).
В ноябре 1920 года был направлен на учёбу в 1-ю Московскую учебную бригаду, однако в феврале 1921 года был переведён курсантом и орудийным начальником в 4-ю Киевскую артиллерийскую школу, после окончания которой в сентябре 1923 года назначен на должность командира отделения конно-артиллерийского дивизиона (3-я кавалерийская дивизия, Украинский военный округ). В декабре того же года Барсуков переведён в 30-ю Иркутскую стрелковую дивизию, где служил на должностях орудийного начальника Управления начальника артиллерии дивизии и начальника связи батареи гаубичного артиллерийского дивизиона.
В 1924 году вступил в ВКП(б). С августа того же года служил в 4-й Киевской артиллерийской школе на должностях командира взвода, начальника разведки, помощника командира и командира батареи, одновременно в ноябре 1930 года был направлен на учёбу на основное отделение заочной Военно-политической академии и артиллерийских курсов усовершенствования командного состава РККА, после окончания которых в октябре 1931 года назначен на должность командира дивизиона 4-й Киевской артиллерийской школы, а с июля по август 1934 года исполнял должность начальника штаба этой же артиллерийской школы.
В марте 1935 года назначен на должность командира и военкома 45-го артиллерийского полка (Киевский военный округ), в августе 1937 года — на должность начальника 1-го отделения отдела артиллерии штаба Киевского военного округа. После окончания курсов усовершенствования высшего начальствующего состава при Военной академии имени Ф. Э. Дзержинского в мае 1938 года назначен на должность начальника 1-го отдела Управления начальника артиллерии этого же округа, после чего принимал участие в ходе похода Красной Армии в Западную Украину.
В сентябре 1939 года Барсуков назначен на должность начальника артиллерии 8-го стрелкового корпуса, после чего принимал участие в боевых действиях в ходе советско-финской войны.
В апреле 1940 года назначен на должность начальника артиллерии армейской кавалерийской группы, затем — на аналогичную должность в 10-й армии (Белорусский военный округ).

### Великая Отечественная война
С началом войны в июне 1941 года Барсуков назначен на должность начальника артиллерии 3-й армии, после чего принимал участие в боевых действиях в ходе приграничного сражения на Западном фронте, а также в Смоленском сражении, прорыве из Брянского котла и битве за Москву.
В апреле 1943 года назначен на должность командира 2-го артиллерийского корпуса прорыва, который вскоре участвовал в Курской битве, а также в Смоленской, Брянской и Ленинградско-Новгородской наступательных операциях.
В феврале 1944 года назначен на должность заместителя командующего артиллерией Западного фронта, а в июне того же года — на должность командующего артиллерией 3-го Белорусского фронта, после чего принимал участие в боевых действиях в ходе Витебско-Оршанской, Минской, Вильнюсской, Каунасской, Мемельской, Инстербургско-Кенигсбергской и Земландской наступательных операций, а также в штурме Кёнигсберга в течение с 6 по 9 апреля 1945 года.
Указом Президиума Верховного Совета СССР от 19 апреля 1945 года за образцовое выполнение боевых заданий командования на фронте борьбы с немецко-фашистскими захватчиками и проявленные при этом мужество и героизм, генерал-полковнику артиллерии Михаилу Михайловичу Барсукову присвоено звание Героя Советского Союза с вручением ордена Ленина и медали «Золотая Звезда» (№ 6197).

### Послевоенная карьера

Могила М. М. Барсукова на Новодевичьем кладбище Москвы.

В сентябре 1945 года назначен на должность заместителя командующего войсками — командующего артиллерией Белорусского военного округа, в июне 1946 года — на должность генерал-инспектора артиллерии Главной инспекции Сухопутных Войск СССР, в мае 1953 года — на должность генерал-инспектора Инспекции артиллерии Главной инспекции Министерства обороны СССР, а в марте 1957 года — на должность генерал-инспектора Инспекции по обычному реактивному вооружению Главной инспекции Министерства обороны СССР.
После прохождения 420-часовой переподготовки по специальной программе реактивного вооружения и электронной технике при Военной артиллерийской инженерной академии в октябре 1958 года назначен на должность генерал-инспектора реактивного вооружения, а в июле 1959 года — на должность генерал-инспектора ПВО Инспекции Сухопутных войск.
Генерал-полковник артиллерии М. М. Барсуков в январе 1961 года вышел в отставку. Умер 22 сентября 1963 года в Москве. Похоронен на Новодевичьем кладбище (участок 8).
Был женат, имел дочь и сына, также удочерил дочь жены от первого брака.

## Воинские звания
- Майор (16.12.1935);
- Полковник (17.02.1938);
- Комбриг (5.11.1939);
- генерал-майор артиллерии (4.06.1940);
- генерал-лейтенант артиллерии (7.06.1943);
- генерал-полковник артиллерии (15.07.1944).

## Награды
- Медаль «Золотая Звезда» Героя Советского Союза(№ 6197, 19.04.1945);
- Три ордена Ленина (19.11.1944, 19.04.1945, 30.05.1945);
- Три ордена Красного Знамени (17.11.1942, 3.11.1944, 15.11.1950);
- Ордена Суворова 1-й (4.07.1944) и 2-й (18.09.1943) степеней;
- Медаль «За оборону Москвы»;
- Медаль «За взятие Кёнигсберга»;
- Ряд медалей СССР;
- Медаль «Китайско-советская дружба» (КНР).

## Память
- Именем Героя был назван траулер.